# Огни (фильм, 1984)
«Огни» — советский фильм 1984 года режиссёра Соломона Шустера, мелодрама по мотивам одноимённой повести А. П. Чехова.

## Сюжет
Петербургский инженер-путеец Николай Ананьев, приехав в город N. для строительства дороги, встречает свою гимназическую любовь Кисочку. Она теперь замужем за известным банкиром и, судя по всему, не очень счастлива. Старые чувства оживают. Для неё эта встреча — возможность вырваться из рутины провинциальной жизни с нелюбимым мужем. Встретившись с Ананьевым, она готова уехать с ним, но судьба распоряжается иначе…

## В ролях
- Евгений Леонов-Гладышев — Николай Анастасьевич Ананьев, инженер-путеец
- Татьяна Догилева — Наталья Степановна — Кисочка
- Владислав Стржельчик — Популаки, муж Кисочки, банкир
- Георгий Бурков — приятель Популаки
- Владимир Осипчук — инженер Чалисов
- Олег Корчиков — мужик-путеец
- Борис Скобельцын — священник
- Игорь Михайлов — генерал
- Альберт Панков — эпизод

В фильме звучит романс М. И. Глинки «Попутная песня».

## Рецензии
- Александр Киселев — Зыбь морская (О фильме «Огни») / / Журнал «Искусство кино», № 12, 1986. — с. 59-67
- Огни // Советские художественные фильмы: аннотированный каталог, Том 10.- М.: Нива России, 1995. — 415 с.- стр. 106
- Огни // Домашняя синематека: отечественное кино 1918—1996. — М.: Дубль-Д, 1996. — 520 с. — стр. 295